# Eucaliptus
Eucaliptus (früher: Tomas Barrón) ist eine Landstadt im Departamento Oruro im Hochland des südamerikanischen Andenstaates Bolivien.

## Lage im Nahraum
Eucaliptus ist Verwaltungssitz der Provinz Tomas Barrón und zentraler Ort im Municipio Eucaliptus. Durch den Ort führt die Eisenbahnlinie La Paz – Oruro ebenso wie der bolivianische Abschnitt der Panamericana. Eucaliptus liegt auf einer Höhe von 3740 m am linken Ufer des Río Desaguadero, der den Titicacasee im Norden mit dem südlich gelegenen Poopó-See verbindet.

## Geographie
Eucaliptus liegt am Ostrand des bolivianischen Altiplano zwischen den Anden-Gebirgszügen der Cordillera Occidental im Westen und der Serranía de Sicasica als Teil der Cordillera Central im Osten. Das Klima ist ein typisches Tageszeitenklima, bei dem die Temperaturschwankungen im Tagesverlauf stärker ausfallen als im Jahresverlauf.
Die durchschnittliche Jahrestemperatur der Region beträgt etwa 8 °C (siehe Klimadiagramm Caracollo), die Monatswerte schwanken zwischen 4 °C im Juni/Juli und 11 °C im Dezember. Der Jahresniederschlag liegt bei weniger als 400 mm und ist durch eine ausgedehnte Trockenzeit von April bis Oktober mit Monatswerten unter 15 mm gekennzeichnet; nur in den Sommermonaten von Dezember bis März fallen mit 50 bis 90 mm nennenswerte Niederschläge.

## Verkehrsnetz
Eucaliptus liegt 88 Kilometer nordwestlich von Oruro, der Hauptstadt des Departamentos.
Durch Oruro führt die Nationalstraße Ruta 1, die den gesamten Altiplano in Nord-Süd-Richtung durchläuft, vom Titicacasee über die Ballungsräume El Alto/La Paz, Oruro, Potosí und Tarija bis nach Bermejo an der Grenze zu Argentinien. Auf der Strecke von El Alto nach Oruro zweigt 74 Kilometer nördlich von Oruro in der Ortschaft Panduro eine unbefestigte Landstraße in südwestlicher Richtung von der Ruta 1 ab und erreicht nach 14 Kilometern über Quelcata die Stadt Eucaliptus.
Der Bahnhof von Eucaliptus liegt an der Bahnstrecke Antofagasta–La Paz.

## Bevölkerung
Die Einwohnerzahl der Ortschaft ist in den vergangenen beiden Jahrzehnten leicht zurückgegangen:
| Jahr | Einwohner | Quelle       |
| ---- | --------- | ------------ |
| 1992 | 3108      | Volkszählung |
| 2001 | 2474      | Volkszählung |
| 2012 | 2626      | Volkszählung |
| 2024 |           | Volkszählung |

Aufgrund der Besiedlungsgeschichte weist die Region einen hohen Anteil indigener Bevölkerung auf, im Municipio Eucalitus sprechen 82 Prozent der Bevölkerung Aymara.